# Яготинцев, Николай Иванович
Николай Иванович Яготинцев (1936—2001) — бригадир монтажников строительно-монтажного управления № 2 строительно-монтажного треста «Ставропольхимстрой» Министерства промышленного строительства СССР, Герой Социалистического Труда (24.04.1981).
Родился 22 декабря 1936 г. в станице Невинномысская Ставропольской области.
С 1963 г. монтажник монтажного участка железобетонных конструкций при СМУ-2 строительно-монтажного треста «Ставропольхимстрой» Министерства промышленного строительства СССР (Невинномысск).
С 1964 г. бригадир монтажников.
Награды и звания:
- орден Трудового Красного Знамени (1965)
- Заслуженный строитель РСФСР (1970)
- Отличник химической промышленности СССР (1980)
- Премия Совета Министров СССР (1980, за установку оборудования по производству крупнотоннажного аммиака)
- Герой Социалистического Труда (24 апреля 1981)
- орден Октябрьской Революции (1986).

Умер в 2001 г.